# Tapetum lucidum

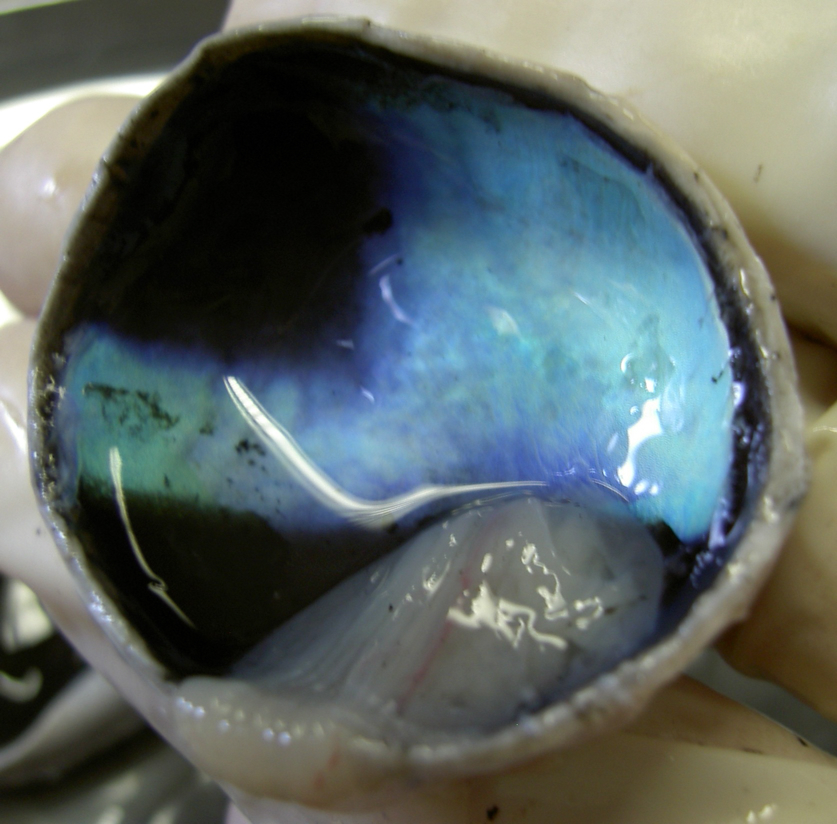
Tapetum lucidum (bläulich) in einem Kalbsauge mit abgelöster Retina (grau, unten)

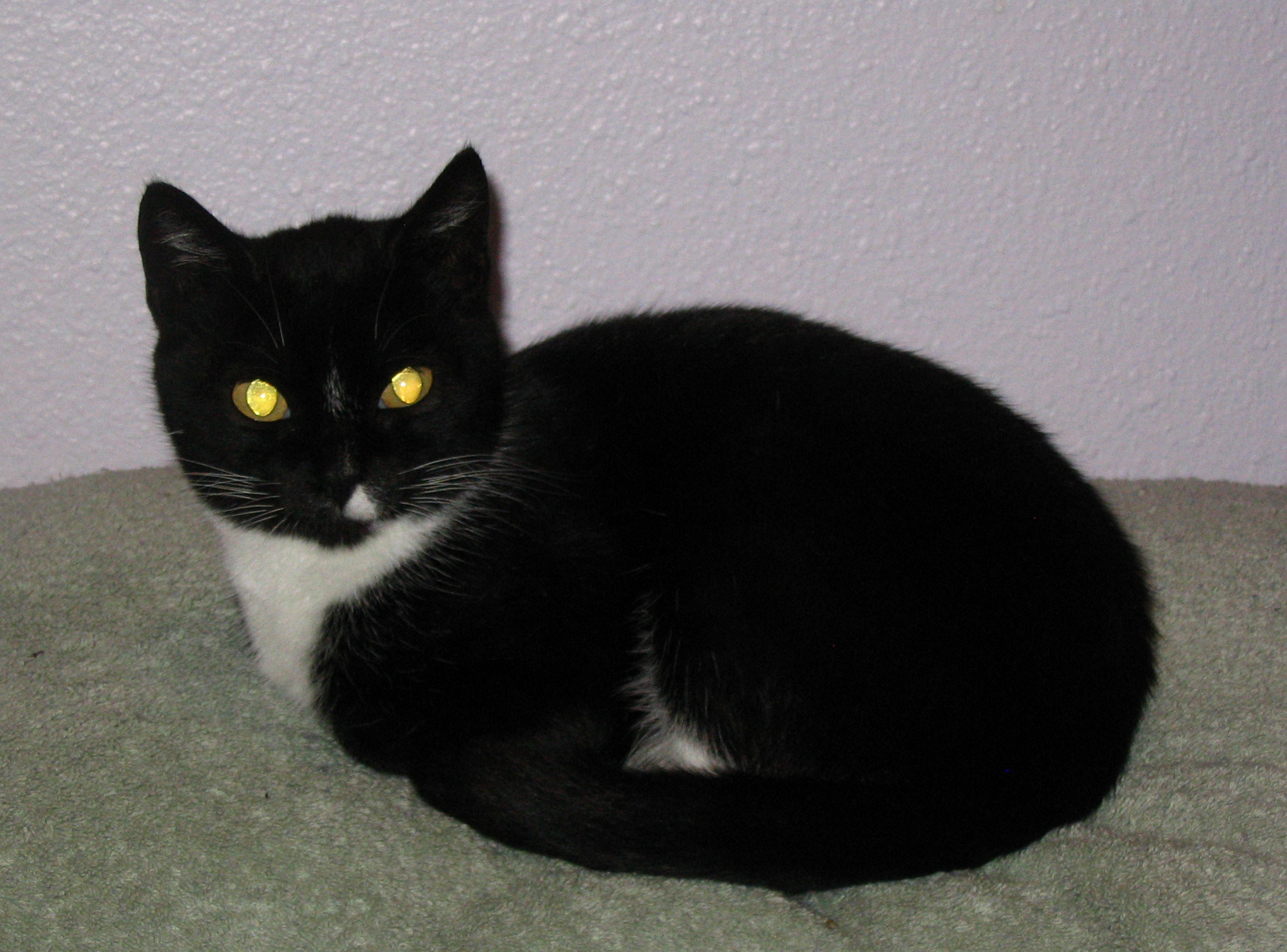
Leuchteffekt bei einer Hauskatze

Als Tapetum cellulosum lucidum, kurz Tapetum lucidum (lat. „leuchtender Teppich“), noch kürzer Tapetum, wird eine reflektierende Schicht bezeichnet, die sich hinter oder inmitten der Netzhaut des Auges vieler nachtaktiver Tiere (z. B. bei Katzen und Hunden), aber auch Rindern und Pferden befindet. Es bildet sich postnatal.
Das einfallende Licht passiert die Netzhaut, wird an dieser Schicht reflektiert und passiert die Netzhaut ein zweites Mal. Beispielsweise wird bei Katzen so die visuelle Wahrnehmung bei Dämmerung im Graustufenbereich um 44 % erhöht.
Je nach Tierart sind Zink-Cystein, Salze, Farbpigmente oder – bei einigen Insekten – mit Luft gefüllte Tracheenästchen oder kristalline Einlagerungen – wie bei den Webspinnen – die Ursache für die Reflexion.